# Wuxinghe Jingyingsuo (bondby i Kina, Heilongjiang Sheng, lat 48,28, long 129,37)
Wuxinghe Jingyingsuo (kinesiska: 五星河经营所) är en bondby i Kina. Den ligger i provinsen Heilongjiang, i den nordöstra delen av landet, omkring 350 kilometer nordost om provinshuvudstaden Harbin. Antalet invånare är 207. Befolkningen består av 109 kvinnor och 98 män. Barn under 15 år utgör 11,0 %, vuxna 15-64 år 67 %, och äldre över 65 år 21,0 %.
Runt Wuxinghe Jingyingsuo är det ganska glesbefolkat, med 40 invånare per kvadratkilometer. Närmaste större samhälle är Xinqing, 11,0 km öster om Wuxinghe Jingyingsuo. I omgivningarna runt Wuxinghe Jingyingsuo växer i huvudsak blandskog.
Genomsnittlig årsnederbörd är 1 017 millimeter. Den regnigaste månaden är juli, med i genomsnitt 253 mm nederbörd, och den torraste är januari, med 11 mm nederbörd.